# Зарипов, Ботир Комилович
Ботир Комилович Зарипов (узб. Zaripov Botir Komilovich; род. в 1969 году, 20 ноября, Гиждуванский район, Бухарская область) — финансист, хоким Бухарской области (7.11.2020).

## Биография
Родился в 1969 году в Бухарской области, Гиждуванский район .В 1997 году окончил Ташкентский финансовый институт по специальности «финансы и кредит». С 1990 по 2008 годы он работал в государственных и коммерческих банках Республики. В 2005 году был первым заместителем начальника Главного управления Центрального банка Бухарской области, по делам инкассации. Далее до 2012 года работал заместителем председателя Центрального банка Узбекистана. в 2012 году был директором Департамента контроля и регулирования Центрального банка. С 2013 по 2015 год был директором Департамента лицензирования и регулирования деятельности кредитных организаций ЦБ. Следующие два года он занимал должность первого заместителя председателя правления АКБ «Агробанк». С 2016 по 2019 год был председателем правления компании «Узпромстройматериалы». 
С 7 ноября 2020 года хоким Бухарской области. 22 января 2021 года утверждён в должности хокима.